# Gadomus melanopterus
Gadomus melanopterus es una especie de pez de la familia Macrouridae en el orden de los Gadiformes.

## Hábitat
Es un pez de aguas profundas que vive entre 572-1.602 m de profundidad.

## Distribución geográfica
Se encuentran en las Islas Hawaii.